# トゲチョウチョウウオ
トゲチョウチョウウオ（棘蝶々魚、学名：Chaetodon auriga）は、スズキ目チョウチョウウオ科に分類される魚類の一種。種小名は「御者」を意味する。沖縄ではカーサーと呼ばれるが、本種だけでなくチョウチョウウオ科全般を指す。

## 形態
- 全長約20cm。

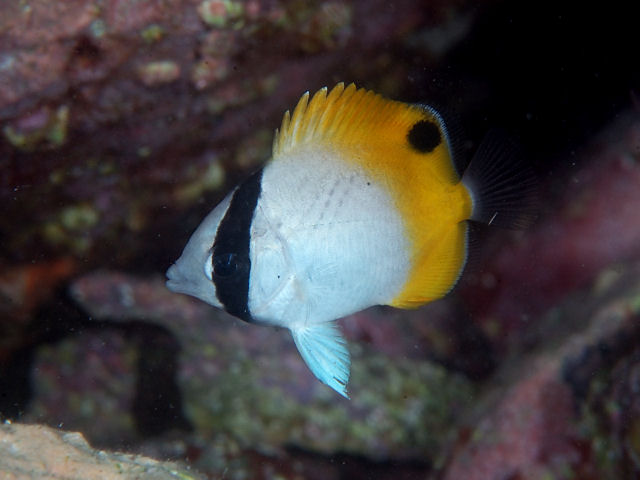
幼魚

- 和名の由来でもある成魚の背びれの後方が糸状に長く伸びる。その長さは様々で、全くない個体もいれば、10cmもある個体もいる。トゲチョウチョウウオの名のとおり、この部分は硬く、同種オス同士の争いなどの結果としてこのトゲが体側の鱗に突き刺さっていることがしばしばある。
- 白地に直交する黒線、目を通る太い黒帯の模様を持ち、背びれから尾にかけて黄色い。（幼魚までは背びれから尾の付け根までがオレンジで直交する黒線も少ない。尾は透明である。）
- 背びれ後方には黒点がある。
- 地域により個体差がある。太平洋・インド洋のものは上の4つの特徴を持つが、紅海のものは若干異なり、体側の模様の色が濃い上、背びれ後方の黒点がない（画像参照）。

よく似た種
似ている種でフウライチョウチョウウオがいる。
両種は容易に見分けることができ、
- 背びれから尾にかけての黄色い部分の面積が小さいこと、
- 背びれ後方が糸状に伸びないこと、
- 背びれ後方はが黒点ではなく黒帯状となっていること（以上は幼魚・成魚に共通）
- 成魚は尾の真ん中を通る1本の黒い横帯を持つこと

以上の特徴を持つ個体はフウライチョウである。

## 生態
雑食で、藻類、サンゴのポリプ、イソギンチャク、魚卵、小型甲殻類、プランクトンなどを食べる。
水深40mまで、サンゴ礁を中心に、その周辺の転石帯や砂底、ガレ場、岩礁域、漁港などで見られる。生息域がかなり広い。沖縄では普通種であり、どこでも見られる。場所に餌付けされているところではしばしば大群を作るが、気が強いため、単独かペアでいる場合が多い（ペアを形成中でも常に寄り添って泳いでいるとは限らず、離れることもある。）。
幼魚は、季節来遊魚（死滅回遊魚・無効分散）として有名。本州で見られるのはほとんどが幼魚である。冬季に水温が低くなるにつれて見られなくなり、夏になるとまた黒潮に乗って本州沿岸でみられる。本州では最大でも5cm以内の個体しか見られず、成長するにつれ、深いところに移動する。磯溜まりなどのタイドプールや堤防などにフウライチョウと一緒にいることが多い。自家採集の定番種でもある。

## 分布
太平洋・インド洋・紅海に生息する。
チョウチョウウオ科の魚の中でも特に分布域が広い種の1つで、地域により変異が見られる。分布域ごとの外見上の差異については上記「形態」を参照。

## 人とのかかわり
観賞魚。チョウチョウウオ科の魚の中では飼育しやすい。